# Kłódka (Dobre Miasto)
Kłódka (deutsch Klutkenmühle) ist ein Ort in der polnischen Woiwodschaft Ermland-Masuren. Er gehört zur Stadt-und-Land-Gemeinde Dobre Miasto (Guttstadt) im Powiat Olsztyński (Kreis Allenstein).

## Geographische Lage
Kłódka liegt im nördlichen Westen der Woiwodschaft Ermland-Masuren, 25 Kilometer südwestlich der früheren Kreisstadt Heilsberg (polnisch Lidzbark Warmiński) bzw. 16 Kilometer nördlich der heutigen Kreismetropole und auch Woiwodschaftshauptstadt Olsztyn (deutsch Allenstein).

## Geschichte
Das einst Klutkenmühle, früher auch Krausemühle und bis vor 1785 Kludtkenmühle genannte Ort bestand aus einer Wassermühle mit einigen Gehöften. Er war bis 1945 ein Wohnplatz der Gemeinde Battatron (polnisch Barcikowo), zu der auch Ludwigsmühle (polnisch Ludwikowo) gehörte. Battatron war ab 1874 Teil des Amtsbezirks Guttstadt (polnisch Dobre Miasto) im ostpreußischen Kreis Heilsberg. Klutkenmühle zählte im Jahre 1910 17 Einwohner.
Als 1945 in Kriegsfolge das gesamte südliche Ostpreußen zu Polen kam, erhielt Klutkenmühle die polnische Namensform „Kłódka“. Heute ist die Osada (= „Siedlung“) eine Ortschaft innerhalb der Gmina Dobre Miasto (Stadt-und-Land-Gemeinde Guttstadt) im Powiat Olsztyński (Kreis Allenstein), von 1975 bis 1998 der Woiwodschaft Olsztyn, seither der Woiwodschaft Ermland-Masuren zugehörig.

## Religion
Kłódka gehört heute wie Klutkenmühle bereits bis 1945 zur römisch-katholischen Pfarrei Dobre Miasto (Guttstadt) im jetzigen Erzbistum Ermland.
Klutkenmühle war bis 1945 auch in die damalige evangelische Kirche Guttstadt eingepfarrt, die zur Kirchenprovinz Ostpreußen der Kirche der Altpreußischen Union gehörte. Heute ist Kłódka der Diözese Masuren der Evangelisch-Augsburgischen Kirche in Polen zugeordnet.

## Verkehr
Kłódka liegt an einer Nebenstraße, die bei Stary Dwór (Althof) von der polnischen Landesstraße 51 (hier im Abschnitt der einstigen deutschen Reichsstraße 134) abzweigt und nach hier führt. Außerdem enden zwei von Cerkiewnik (Münsterberg) bzw. von Kabikiejmy Dolne (Unter Kapkeim) kommende Straßen in Kłódka.
Cerkiewnik ist die nächst Bahnstation. Sie liegt an der PKP-Bahnlinie 221: Olsztyn Gutkowo–Braniewo.

## Persönlichkeit
- Anton Lingk (* 1867, † 20. Jh.), ab 1901 Mühlenbesitzer in Klutkenmühle und Politiker (Zentrum). Von 1918 bis 1923 war er Amtsvorsteher des Amtsbezirks Guttstadt[4], und von 1919 bis 1933 Mitglied im Provinziallandtag der Provinz Ostpreußen.